# 38e corps d'armée (Chine)
Pour les articles homonymes, voir 38e corps d'armée.
Le 38e corps d'armée chinois est un corps de l'Armée populaire de libération créé en 1949. Il participa à la guerre de Corée.